# Celebespalmmård
Celebespalmmård (Macrogalidia musschenbroekii) är ett rovdjur i familjen viverrider. Arten är ensam i släktet Macrogalidia.
Som namnet antyder förekommer den bara på den indonesiska ön Sulawesi (Celebes). Liksom andra viverrider har den en långsträckt kropp, korta ben och en lång svans. Den korta och täta pälsen är på ovansidan brun och på undersidan, med undantag av det rödaktiga bröstet, gulvit. På sidorna finns otydliga mörka fläckar. Svansen har påfallande ringar i ljusbrun och mörkbrun. Kroppslängden (huvud och bål) ligger mellan 65 och 71 centimeter och vikten mellan 4 och 6 kilogram. Sedan tillkommer en 48 till 54 centimeter lång svans. Honor är lite mindre än hannar. Dessutom har honor en doftkörtel vid de yttre könsdelarna men en liknande körtel saknas hos hannar.
Den lever ofta i regnskogar och tempererade skogar upp till 2 600 meter över havet. Arten kan anpassa sig till nästan alla landskap som finns på Sulawesi. Djuret är allätare och livnär sig både av små däggdjur, av fåglar och av frukter. Frukter äts främst från det palmliknande släktet Arenga som kompletteras med frukter från släktet Pandanus. Djuret har bra förmåga att klättra och det vistas ofta i träd. Arten letar sina byten oftare på marken än binturongen och leopardmården. Celebespalmmård är aktiv på natten och varje individ lever ensam når honan inte är brunstig. Det är inget känt om artens fortplantningssätt. Allmänt antas att Celebespalmmården fortplantar sig på samma sätt som andra viverrider. Enligt en studie från 1986 har individerna ett stort revir. De behöver 5 till 10 dagar för att besöka alla markanta platser inom territoriet.
Ibland iakttas de i närheten av människans boplatser, där de dödar tamhöns.
På grund av djurets undangömda levnadssätt finns inga fasta uppgifter om artens hotstatus. Tidigare antogs att arten bara lever på Sulawesis norra halvö men i nyare tider upptäcktes djuret även i andra regioner av ön. Kanske förekommer Celebespalmmården även på Togianöarna. De är inte särskilt talrika (uppskattningsvis 9000 vuxna exemplar samt ungar) men inte heller hotade. IUCN listar arten som sårbar (vulnerable). Den är skyddad enligt indonesiskt lag och den hittas i Rawa Aopa nationalpark samt i flera andra naturskyddsområden.